# Víctor Sánchez del Amo
Víctor Sánchez del Amo (Madrid, España, 23 de febrero de 1976), deportivamente conocido como Víctor, es exfutbolista y entrenador de fútbol. Actualmente está sin club.

## Trayectoria

### Como jugador
A los 11 años, se incorpora a las categorías inferiores del Real Madrid, donde comenzó como delantero para acabar como jugador de banda derecha. Compañero de generación de futbolistas como José María Gutiérrez "Guti", Álvaro Benito Villar, José Antonio García-Calvo y Raúl González Blanco, y tras pasar por todos los equipos de la cantera blanca debutó en Primera División con el Real Madrid en la temporada 1995-96, con Arsenio Iglesias de entrenador del conjunto merengue. La temporada siguiente, con la llegada de Fabio Capello al banquillo madridista, se ganó la titularidad y consigue su primer título de Liga 1996/1997, y posteriormente en la 1997/1998 con Jupp Heynckes como entrenador gana la Liga de Campeones en el Amsterdam Arena, así como la Supercopa de España frente al FC Barcelona. Ese mismo año también se proclama campeón del Campeonato de Europa de selecciones sub-21, cuya fase final se disputó en Rumanía. 
Después de completar dos temporadas en el primer equipo en los que disputó un total de 80 partidos oficiales, conseguir 11 goles y obtener los títulos ya mencionados de Liga, Supercopa de España y Champions League, en la temporada 1998/99 pasó al Racing de Santander en el que destacó por sus registros goleadores, finalizando la temporada como pichichi del equipo con 12 goles. En la siguiente temporada fichó por el Deportivo de La Coruña donde permaneció 7 temporadas y con el que se proclamó campeón de Liga en la temporada 1999/00 y de la Copa del Rey en la temporada 2001/02; títulos a los que habría que añadir las Supercopas de España 2000/2001 y 2002/2003, además de las semifinales de la Champions League en la temporada 2003-04, en la que cayó eliminados por el que sería campeón esa temporada, el Oporto de José Mourinho. 
En el verano de 2006 fichó por el Panathinaikos FC, pero solamente pudo jugar 15 partidos debido a una lesión. Abandonó el club heleno al finalizar la temporada y regresó a España para fichar por el Elche con la temporada ya empezada en Segunda División. Debutó con el club franjiverde el 14 de octubre de 2007, en el partido Elche-Málaga. Sin embargo, repetidas lesiones le impidieron jugar con regularidad, participando sólo en 16 de las 42 jornadas ligueras y decidió poner fin a su carrera como jugador para empezar a prepararse como entrenador.
Durante su carrera como futbolista profesional disputó un total de 516 partidos oficiales en los clubes a los que perteneció, Real Madrid CF, Real Racing Club de Santander, Real Club Deportivo de la Coruña, Panathinaikos CF y Elche CF, así como en la selección española absoluta y sub-21. A lo largo de dicha carrera se proclamó campeón de los siguientes campeonatos: 1 Champions League, 2 Ligas españolas, 1 Copa de SM El Rey, 3 Supercopas de España y 1 Copa de Europa de Naciones Sub-21. Desde 2010 ejerce como entrenador de fútbol, como segundo entrenador en los siguientes clubes: Getafe CF, Sevilla FC y Olympiacos FC. En ese periodo se proclamó campeón de 2 Superligas Griegas y una Copa de Grecia.

### Selección nacional
Debutó con la Selección de fútbol sub-21 de España el 08/10/1996 en partido clasificatorio para la Eurocopa Sub-21 1998 ante la República Checa en Praga (1-2) para completar un total de 12 internacionalidades sub-21 marcando 3 goles y conquistando el título europeo venciendo en la final a la selección de Grecia. 
Debutó con la Selección española absoluta el 16 de agosto de 2000, en un partido amistoso Alemania-España (4-1). Con el combinado español ha disputado un total de ocho partidos con un balance de 3 partidos ganados, 3 empatados y 2 perdidos.

### Como entrenador
Inicios como asistente
Estudió el MBA en Sport Management en la Escuela del Real Madrid de la Universidad Europea de Madrid. En diciembre de 2010, comenzó su primera experiencia en los banquillos, al convertirse en el segundo entrenador del Getafe CF, como ayudante de Míchel González.
El 7 de febrero de 2011 se convierte en el segundo entrenador del Sevilla FC de nuevo como ayudante de Míchel, al que acompañaría también el 6 de febrero de 2012 al fichar por Olympiacos de Atenas, finalizando su vinculación el 30 de junio de 2014 tras dos temporadas en las que participó en la consecución de dos Ligas y una Copa griegas. 
Entrenador del Deportivo
El 9 de abril de 2015, fue anunciado como nuevo técnico del Real Club Deportivo de la Coruña, sustituyendo a Víctor Fernández, a falta de 8 jornadas para terminar la liga con el equipo en peligro de descenso en lo que sería su debut como primer entrenador. Al final de la liga consigue la permanencia del Deportivo en Primera División tras sumar una victoria, cinco empates y dos derrotas en 8 partidos. El punto definitivo fue logrado en la última jornada empatando (2-2) en el Camp Nou frente a un FC Barcelona que se proclamó campeón de Liga esa temporada.
La siguiente temporada dirige de nuevo al equipo al objetivo de permanencia en Primera División. Y es destacado como entrenador revelación. A pesar de ello, el club decide finalizar la relación y fichar a Gaizka Garitano para la siguiente temporada. En esta temporada logra superar el récord de empates en Liga, al lograr 18. Algo que según Víctor no fue lo suficientemente valorado.
Entrenador del Olympiacos
El 23 de junio de 2016, se confirmó su fichaje por el Olympiacos Fútbol Club de Grecia, equipo en el cual ya había trabajado como asistente. Sin embargo, su aventura helena duró poco, ya que fue sustituido por Paulo Bento tras caer eliminado en la ronda previa de la Champions.
Entrenador del Betis
El 12 de noviembre de 2016, se incorporó al Real Betis Balompié, relevando a Gustavo Poyet. Pese a que logró la permanencia del conjunto verdiblanco, la situación del club, inmerso en una situación de desequilibrio institucional y dos derrotas abultadas en las últimas jornadas llevaron a la directiva a relevar al madrileño por el técnico de la casa Alexis Trujillo a falta de 2 jornadas para terminar la Liga y a convocar elecciones.
Entrenador del Málaga
El 15 de abril de 2019, firmó como entrenador del Málaga CF hasta el final de temporada tras la destitución de Juan Ramón López Muñiz con el equipo en sexta posición. Sumó 6 victorias, un empate y una derrota, logrando clasificarse para la promoción de ascenso al finalizar tercero la Liga regular. El equipo fue eliminado por el Real Club Deportivo de la Coruña, siendo derrotado en los dos encuentros de semifinales. Sin embargo, llegó a un acuerdo con el club para renovar su contrato por un año más. El 7 de enero de 2020, el entrenador hace un comunicado en el que denuncia estar siendo víctima de un delito de sextorsión. El mismo día el club decide suspenderlo de sus funciones. A los pocos días el club anuncia la rescisión del contrato del entrenador madrileño. Por su parte, Víctor declaró en un comunicado estar siendo objeto de un delito contra su intimidad y su disconformidad con la decisión del club y en la conferencia de prensa de su despedida anunció que emprendería acciones legales tanto contra los autores de la extorsión y violación de su intimidad como contra el club por la decisión de su destitución. El 20 de febrero el jeque Abdullah Al-Thani propietario del Málaga y sus tres hijos del consejo de administración han sido apartados de sus funciones por la magistrada del Juzgado de Instrucción 14 de la capital a petición de la Fiscalía y se solicita una fianza por el Ministerio Público de 5,4 millones de euros como resultado de una querella por administración desleal y apropiación indebida interpuesta por un grupo de accionistas minoritarios del club. El 7 de julio de 2020, el club de fútbol llegó a un acuerdo judicial y reconoció su despido improcedente.
Entrenador del Cartagena
El 6 de junio de 2023, tras más de tres años sin dirigir, Sánchez fue nombrado entrenador del FC Cartagena de la Segunda División. Sin embargo, el 23 de septiembre de 2023, fue destituido debido a los malos resultados cosechados, habiendo sufrido la sexta derrota del FC Cartagena en siete partidos.
Categorías inferiores de la selección española
El 16 de enero de 2024, forma parte del área de selecciones inferiores de la selección española. 
Entrenador del Olimpija Ljubljana
El 7 de junio de 2024, firma por el NK Olimpija Ljubljana de la Primera Liga de Eslovenia. Al final de su única temporada se coronó campeón nacional, su primer título como técnico. A pesar de ello, se marchó tras la finalización de la campaña y fue sustituido por el portugués Jorge Simão.

## Clubes

### Como jugador
| Club                   | País   | Año       |
| ---------------------- | ------ | --------- |
| Real Madrid            | España | 1995-1998 |
| Racing de Santander    | España | 1998-1999 |
| Deportivo de La Coruña | España | 1999-2006 |
| Panathinaikos FC       | Grecia | 2006-2007 |
| Elche CF               | España | 2007-2008 |

### Como entrenador
| Club                      | País      | Div   | Año       | P   | PG  | PE | PP | % v.   |
| ------------------------- | --------- | ----- | --------- | --- | --- | -- | -- | ------ |
| Getafe CF (asistente)     | España    | 1     | 2010-2011 | 22  | 4   | 6  | 12 | 27.27% |
| Sevilla FC (asistente)    | España    | 1     | 2012-2013 | 38  | 16  | 7  | 15 | 48.25% |
| Olympiacos FC (asistente) | Grecia    | 1     | 2013-2015 | 90  | 64  | 11 | 15 | 75.19% |
| Deportivo de La Coruña    | España    | 1     | 2015-2016 | 50  | 10  | 25 | 15 | 36.67% |
| Olympiacos                | Grecia    | 1     | 2016      | 2   | 0   | 1  | 1  | 16.67% |
| Real Betis                | España    | 1     | 2016-2017 | 27  | 8   | 5  | 14 | 35.8%  |
| Málaga CF                 | España    | 2     | 2019-2020 | 33  | 10  | 12 | 11 | 42.42% |
| FC Cartagena              | España    | 2     | 2023      | 7   | 1   | 0  | 6  | 14.29% |
| NK Olimpija Ljubljana     | Eslovenia | 1     | 2024-2025 | 56  | 34  | 14 | 8  | 69.05% |
| Total                     | Total     | Total | Total     | 296 | 142 | 75 | 79 | 56.42% |

## Palmarés

### Como jugador
- 1 Copa de Europa: 1998 (Real Madrid).
- 2 Liga: 1997 (Real Madrid) y 2000 (Deportivo de La Coruña)
- 1 Copa del Rey: 2002 (Deportivo de La Coruña)
- 3 Supercopa de España: 1997 (Real Madrid), 2000 y 2002 (Deportivo de La Coruña)
- 1 Eurocopa Sub-21: con España 1998.

### Como segundo entrenador
- 2 Superliga de Grecia (Liga Griega): 2013 y 2014 (Olympiacos F.C.)
- 1 Copa de Grecia: 2013 (Olympiacos F.C.)